# Raffaella Baracchi
Raffaella Baracchi (Torino, 25 marzo 1964) è un'attrice ed ex modella italiana, vincitrice del concorso di bellezza Miss Italia a Salsomaggiore nel 1983 e rappresentante dell'Italia a Miss Universo 1984.

## Biografia
Dopo aver preso parte a Miss Universo, Raffaella Baracchi è stata per un breve periodo modella. Ha esordito come attrice cinematografica nel 1986, lavorando nella pellicola Il tenente dei carabinieri; tra gli altri film noti a cui ha preso parte, si ricordano The Barbarians e Snack Bar Budapest.

## Vita privata
Sposata in prime nozze con l'attore Domiziano Arcangeli, nel 1992 ha lasciato il marito per l'attore e regista Carmelo Bene, dal quale ha avuto una figlia, Salomè. Arcangeli e la Baracchi hanno comunque collaborato in seguito nella realizzazione del film La Casa dei Manichini di Carne (House of Flesh Mannequins) nel 2009.

## Filmografia

### Cinema
- Il tenente dei carabinieri, regia di Maurizio Ponzi (1986)
- Bellifreschi, regia di Enrico Oldoini (1987)[4]
- The Barbarians, regia di Ruggero Deodato (1987)
- Il volatore di aquiloni, regia di Renato Pozzetto (1987)
- Snack Bar Budapest, regia di Tinto Brass (1988)
- Un delitto poco comune, regia di Ruggero Deodato (1988)
- Rorret, regia di Fulvio Wetzl (1988)
- Bangkok... solo andata, regia di Fabrizio Lori (1989)
- Un metrò all'alba, regia di Fabrizio Lori (1990)
- House of Flesh Mannequins - La casa dei manichini di carne, regia di Domiziano Cristopharo (2009)

### Televisione
- Immagina, regia di Ranuccio Sodi – serie TV (1987)
- Come stanno bene insieme, regia di Vittorio Sindoni – miniserie TV (1989)
- Hommelette for Hamlet, operetta inqualificabile, da Jules Laforgue, regia di Carmelo Bene – film TV (1990)